# URAL Next
URAL Next este un camion produs de Ural din 2015 până în prezent (2021). În prezent, aproximativ 395 de unități ale camionului au fost produse și vândute în întreaga lume. Camionul are cabina camionului GAZon Next.

## Istoric
În 2011 au fost planificate înlocuirea camionului Ural-4320, în 2015 au lansat în cele din urmă noul lor camion, camionul fiind produs alături de camionul mai vechi Ural-4320. În primele luni după lansare, au fost produse și vândute în jur de 9 unități, deoarece producția s-a concentrat în principal pe camionul Ural-4320. În 2017, aproximativ 105 unități au fost produse și vândute în întreaga lume, dar numărul acestora a fost destul de limitat.
În 2019, Ural intenționa să întrerupă camionul Ural Next datorită numărului scăzut de vânzări, totuși, deoarece camionul Ural-4320 se vindea foarte bine, Ural a decis să păstreze Ural Next în producție, vânzările au crescut ușor. Vehiculul este clasificat ca un camion de uz mediu, ceea ce înseamnă că este produs într-o linie separată, în comparație cu camionul Ural 4320.